# Газетная бумага
Газетная бумага — неклеенная малозольная бумага относительно малой массы (40—52, обычно 48 г/м²), низкой белизны, с высоким содержанием древесной массы; предназначенная для печатания газет или аналогичной полиграфической продукции, рассчитанной на одноразовое применение и не предполагающей длительного срока службы.
Часто используется не только для газет, но и специализированных журналов, методических пособий, справочников и т. п., где требуется читать много мелкого текста. В отличие от отбеленной бумаги, контраст газетной бумаги меньше. Вследствие этого, глаза читателя устают не так быстро, как при чтении на отбеленной бумаге.
Использованные газеты, благодаря хорошей горючести бумаги широко используются для растопки печей, костров, мангалов, а также как заменителя папиросной бумаги для изготовления самокруток. Широко распространено использование газет взамен туалетной бумаги.

## Производство в России
Крупнейшими производителями газетной бумаги в России по итогам 2018 года являются
- «Кондопожский ЦБК», АО (г. Кондопога, Республика Карелия) — 664,5 тыс. тонн;
- «Соликамскбумпром», АО (г. Соликамск, Пермский край) — 452,9 тыс. тонн;
- «Волга», АО (г. Балахна, Нижегородская область) — 233,9 тыс. тонн;
- «Сыктывкарский ЛПК», АО (г. Сыктывкар, Республика Коми) — 175,7 тыс. тонн.

Всего за 2018 год в РФ было выпущено 1527,0 тыс. тонн газетной бумаги, что составляет 106,1% по отношению к 2017 году